# Park rowerowy

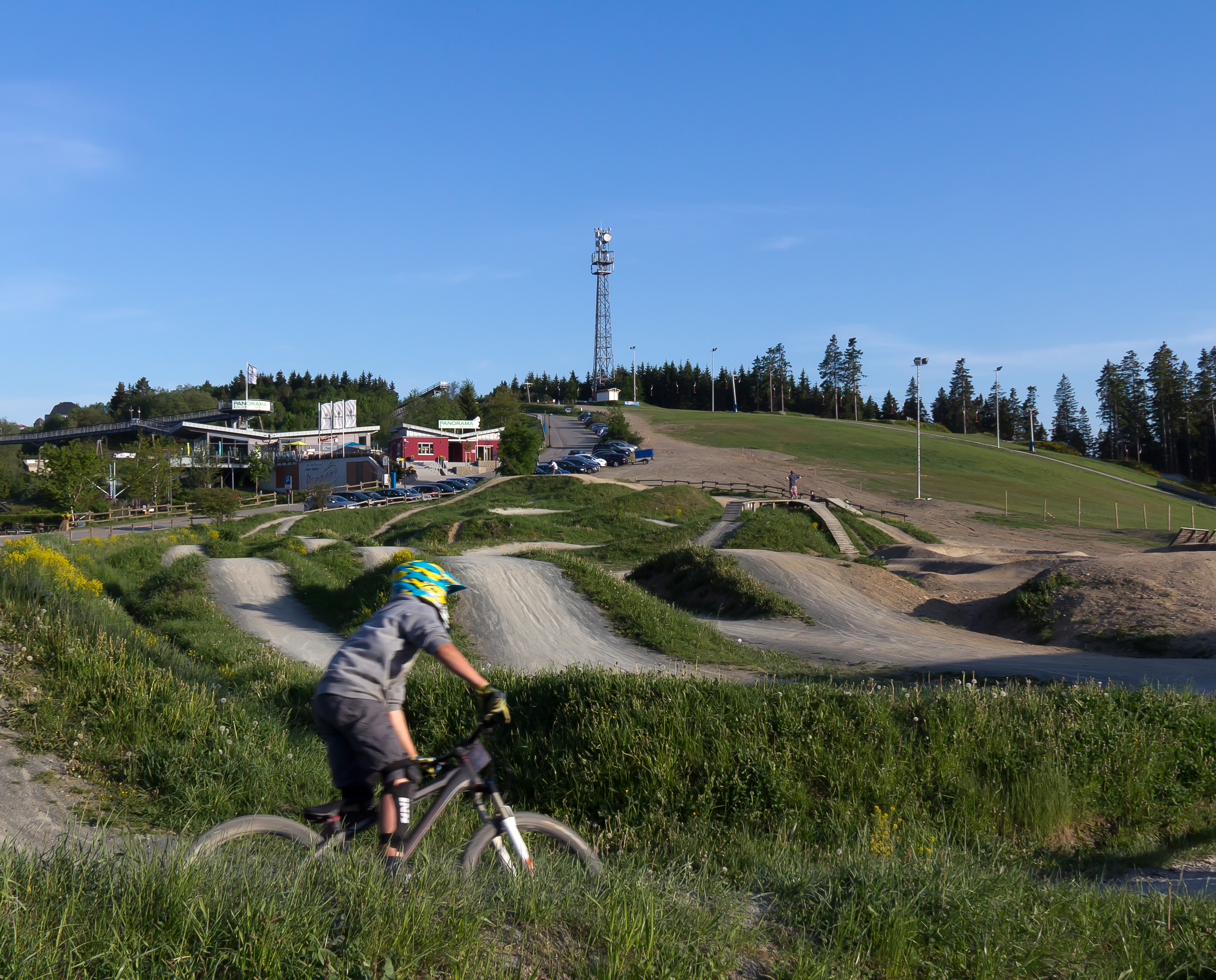
Rowerzyści na torze treningowym w parku rowerowym Winterberg

Park rowerowy, częściej nazywany w Polsce bike parkiem – teren do uprawiania sportu, przystosowany dla użytkowników rowerów górskich do uprawiania sportów zjazdowych lub kolarstwa górskiego. Z reguły możliwy jest wybór kilku różnych typów zjazdów. Bike park może udostępniać wyciąg przystosowany do transportu rowerów (np. wyciąg krzesełkowy z uchwytami na rower) – często przy terenach narciarskich; niektóre oferują usługę transferu. 
Typy tras spotykane w bike parkach:
- downhill
- freeride
- four cross
- slopstyle
- single track
- pumptrack
- flowtrail